# 욱구려토하진
욱구려토하진(郁久閭吐賀眞, ?~464, 재위444~464)는 스스로 처가한(處可汗)이라 하였으며, 5세기 몽골고원 일대 고대 국가 유연(柔然)의 6대 군주이다.

## 생애
토하진은 욱구려오제(郁久閭吳提)의 아들이며, 444년에 재위하였다. 449년 북위(北魏) 태무제(太武帝) 탁발도(拓跋燾)가 3로(路)의 대군을 이끌고 유연을 토벌하였다. 군대가 탁야산(涿邪山, 오늘날 알타이산 동남)에 이르자, 토하진의 부하 이면타발(爾綿他拔)이 유연인 1천여 호(戶)를 거느리고 북위에 투항하였다. 이에 북위의 대군을 피하여 교전을 면하였다. 같으냏 가을, 토하진은 정예병을 이끌고 탁발나(拓跋那)의 북위 동로군(東路軍)을 수십 겹에 걸쳐 포위하였다. 그러나 오래 공격하여도 함락되지 않았고, 이에 치중을 버리고 도주하였으니, 사람과 가축의 손실이 1백만에 이르렀다. 태무제는 토하진이 이미 사망하였다고 생각하여 남조(南朝) 송(宋)을 정벌하러 나섰다. 458년, 북위 문성제(文成帝)가 군대 수십만을 이끌고 토벌에 나서 유연 중심부까지 쳐들어갔으며, 유연 수천 부락이 북위에 항복하였다. 토하진은 멀리 도주하였다. 460년, 토하진은 고창(高昌)을 함락하였고, 하서왕(河西王) 저거안주(沮渠安周)가 피살되었으며, 고창북량(高昌北凉)은 멸망하였다. 함백주(闞伯周)를 고창왕(高昌王)으로 삼았다. 토하진과 송은 계속 사신을 왕래하였으며, 서방으로는 에프탈(嚈噠)과 연합하여 열반(悅般)과 파사(波斯)를 공격하였다. 464년 7월에 사망하였다.

### 아들
- 수라부진가한(受羅部眞可汗) 욱구려여성(郁久閭予成, 재위464~485)
- 후기복대고자가한(候其伏代庫者可汗) 욱구려나개(郁久閭那盖, 재위492~506)

## 참고문헌
- 『위서(魏書)』「연연전(蠕蠕傳)」
- 『북사(北史)』「연연전(蠕蠕傳)」
- 『중국민족사인물사전(中國民族史人物辭典)』

| 전 대 욱구려오제(郁久閭吳提) | 제6대 유연 군주 444년 ~ 464년 | 후 대 욱구려여성(郁久閭予成) |